# Episodi di Game of Silence
La  prima e unica stagione della serie televisiva Game of Silence, composta da 10 episodi, è stata trasmessa in prima visione sul canale statunitense NBC dal 12 aprile al 5 giugno 2016. Invece in Italia, la serie è stata trasmessa da Premium Stories, canale a pagamento della piattaforma Mediaset Premium, a partire dal 21 settembre al 23 novembre 2016. In chiaro, viene trasmessa dal 16 al 23 giugno 2017 su TOP Crime per i primi 4 episodi, invece gli ultimi 6 episodi su Italia 1 dal 4 al 6 agosto 2020.
| n° | Titolo originale           | Titolo italiano        | Prima TV USA   | Prima TV Italia   |
| -- | -------------------------- | ---------------------- | -------------- | ----------------- |
| 1  | Pilot                      | Il passato ritorna     | 12 aprile 2016 | 21 settembre 2016 |
| 2  | Blood Brothers             | Fratelli di sangue     | 14 aprile 2016 | 28 settembre 2016 |
| 3  | Hurricane Gil              | Carnefice o vittima    | 21 aprile 2016 | 5 ottobre 2016    |
| 4  | The Uninvited              | L'intruso              | 28 aprile 2016 | 12 ottobre 2016   |
| 5  | Ghosts of Quitman          | Sotto ricatto          | 5 maggio 2016  | 19 ottobre 2016   |
| 6  | Into the Black             | Nel buio               | 12 maggio 2016 | 26 ottobre 2016   |
| 7  | Road Trip                  | In viaggio nel passato | 19 maggio 2016 | 2 novembre 2016   |
| 8  | Hey                        | Il tempo degli addii   | 2 giugno 2016  | 9 novembre 2016   |
| 9  | The Truth                  | Il patto               | 2 giugno 2016  | 16 novembre 2016  |
| 10 | She Sang Hymns Out of Tune | La resa dei conti      | 5 giugno 2016  | 23 novembre 2016  |